# Бенш
Бенш (устар. Бинш; фр. Binche, валлон. Bince) — коммуна в Валлонии, расположенная в провинции Эно, округ Тюен.
Принадлежит Французскому языковому сообществу Бельгии.
На площади 60,66 км² проживают 32 409 человек (плотность населения — 534 чел./км²), из которых 47,66 % — мужчины и 52,34 % — женщины. Средний годовой доход на душу населения в 2003 году составлял 11 065 евро.
Почтовые коды: 7130—7134. Телефонный код: 064.
В средние века в городе изобрели кружево Бинш, разновидность непрерывного коклюшечного кружева.